# Afrodita de Menofant
L'Afrodita de Menofant és una escultura romana en marbre, de Venus del tipus Venus Capitolina. Va ser trobada al monestir de l'Orde Camaldulès de Sant Gregori al Celi.
Porta la signatura de Menòfant: Apo tis en troadi afroditis minofantos epoiei un escultor grec, aparentment del segle I aC., de qui no se sap res més. Els monjos camaldulencs van ocupar l'antiga església i monestir de sant Gregori a Clivo Scauri edificada sobre el vessant (clivus) de la Colina de Celi pel papa Gregori el Gran sobre el 580. La seva edificació va ser dedicada en honor de l'apòstol Andreu, sobre la seva propietat. Al segle x el nom de Gregori va ser afegit al de l'apòstol, acabant per suplantant-ho. L'escultura va arribar a les mans del príncep Chigi. Johann Joachim Winckelmann va descriure aquesta escultura en el seu Geschichte der Kunst des Altertums (vol. V, cap. II).3 